# Хибинский проезд
Хиби́нский проезд — улица на северо-востоке Москвы в Ярославском районе Северо-Восточного административного округа вдоль Московско-Ярославской железной дороги. В составе бывшего города Бабушкин называлась Ульяновская улица. После включения в черту Москвы в целях устранения одноимённости улица в 1964 года переименована в Хибинский проезд по Хибинам, горному массиву на Кольском полуострове.

## Расположение
Хибинский проезд начинается слева от Ярославского шоссе, затем поворачивает на северо-восток вдоль железной дороги, пересекает улицу Дудинка (напротив станции «Лосиноостровская») и выходит на Сержантскую улицу.

## Учреждения и организации
- Дом 3А — Опытный завод путевых машин;
- Дом 2 — Бабушкинская участковая ветлечебница СВАО; Ветзвероцентр;
- Дом 3 — Лосиноостровский электродный завод;
- Дом 6 — Московский колледж градостроительства и предпринимательства; ППСМ СВАО;
- Дом 6, корпус 1 — Колледж Метростроя № 53 им. М.Ф.Панова;
- Дом 10 — Колледж современных технологий имени Героя Советского Союза М. Ф. Панова
- Дом 12 — Московский издательско-полиграфический колледж имени Ивана Федорова, корпус № 2;
- Дом 16 — Мосгазниипроект;
- Дом 20, офис 316 — Спецстройэкспертиза.